# Керчем Аякс ФК
Керчем Аякс ФК е отбор от остров Гозо, село Керчем, Малта. Домакинските си срещи играе на Керчем Аякс с капацитет 1000 зрители.

## Успехи
- L-Ewwel Diviżjoni ta' Għawdex (Първа дивизия на о-в Гозо)
  -  Шампион (1): 1985/86

## Български футболисти
- Стойко Сакалиев: 2012/13 (11 мача - 6 гола)
- Петър Кюмюрджиев: 2012/17  (85 мача - 7 гола)
- Владислав Бежански: 2014
- Трайо Грозев: 2016/17 (0 мача - 0 гола)